# Tsotsitaal et Camtho
 (août 2019).
Les tsotsitaals et Camtho sont une variété de langues mixtes parlées principalement dans les faubourgs de la province du Gauteng (tel Soweto), mais également dans d'autres agglomérations d'Afrique du Sud. Tsotsi est un mot d'argot SeSotho signifiant « voyou » ou « voleur » (probablement du verbe ho tsotsa (aiguiser) - dont le sens a été modifié de nos jours pour couvrir l'acception de « gruger »; ou de la mouche tsé-tsé, quand la langue était d'abord connue en tant que Flytaal, bien que flaai signifie aussi « cool ». Le mot taal en Afrikaans signifie langue. 
Un tsotsitaal est construit sur la grammaire d'une ou plusieurs langues, à laquelle sont ajoutés des termes d'autres langues ou des termes spécifiques créés par la communauté de locuteurs. C'est un travail permanent de mélange linguistique, de changement de langue et de création de termes. 

## Histoire
Le tsotsitaal provient d'une variété connue sous le nom de Flaaitaal ou Flytaal ou Flaitaal, puis le terme Tsotsitaal, devenu populaire sous ce nom dans le quartier libre de Sophiatown, à l'Ouest de Johannesbourg dans les années 1940 et 1950. La variété d'origine du tsotsitaal est basée sur l'afrikaans, dans lequel ont été ajoutés au départ, des termes en Setswana, puis des termes en isiZulu ainsi que d'autres langues sud-africaines. Le tsotsitaal s'est d'abord répandu comme langue des criminels, car il avait le pouvoir de garantir le secret des paroles: seuls les criminels pouvaient le comprendre. 
Plus tard, en tant que signe prestigieux de rébellion contre l'État et sa police car les gangsters étaient admirés par les jeunes qui y voyaient des exemples de réussite, le tsotsitaal devint un langage de la jeunesse et de la rue. À l'époque, il était entendu de manière exceptionnelle dans les foyers, car la tradition ne permettait pas l'utilisation d'un langage de gangster à la maison. Mais cette langue est rapidement devenue un symbole de la culture métissée de Sophiatown tant dans sa diversité ethnique que culturelle et linguistique. Le tsotsitaal est maintenant[Quand ?] une variété moribonde dans les townships noirs, ses locuteurs étant principalement âgés de plus de 70 ans. Cependant, il s'est maintenu sous des formes légèrement différentes comme langue des prisons et parmi les communautés noires de langue afrikaans. 
De l'original tsotsitaal, le nom tsotsitaal en est venu à désigner n'importe quel langage de gang ou de rue en Afrique du Sud. Cependant, la variété spécifique derrière le terme dépendrait des langues réellement présentes dans l'environnement urbain spécifique dans lequel un tsotsitaal apparaît. Le tsotsitaal le plus important de nos jours en Afrique du Sud est celui de la commune de Soweto, la plus grande commune et le lieu qui présente la plus grande diversité linguistique du pays. 
Il était à l'origine connu comme Iscamtho ou Isicamtho, combinaison grammaticale zouloue du préfixe de classe 7, isi- qui désigne la langue, et d'une dérivation de ukuqamunda [uk'u! amunda], qui signifie « parler de manière volubile ». Plus souvent appelé de nos jours Ringas (des sonneries anglaises, car les gens forment un anneau pour discuter). Les noms alternatifs sont Isitsoti ou Setsotsi (la langue tsotsi en zoulou ou sotho), Sekasi (la langue du township, du mot Iscamtho kasi qui signifie «township», dérivé lui-même de l'afrikaans lokasie ) ou simplement i-taal, la langue. 
Cependant, l'iscamtho est assez différent de l'original Tsotsitaal. Il provient d'un autre argot criminel créé dans les années 1920 par le gang AmaLaita et connu sous le nom de Shalambombo. Contrairement au tsostsitaal, l'iscamtho ne repose pas sur l'afrikaans, mais sur les grammaires bantoues, principalement le zoulou et le sotho. Les variétés à base de zoulou et de sotho sont les plus répandues à Soweto, mais on peut, en fait, construire l'iscamtho sur n'importe quelle grammaire des langues bantoues sud-africaines, telles que le xhosa, le tsonga, le tswana, le venda ou d'autres. Mais comme le zoulou est la langue dominante à Soweto et que le sotho à Soweto unit souvent le sesotho, le setswana et le sepedi en une seule variété et qu'il est la deuxième langue la plus populaire du township, l'iscamtho est plus souvent utilisé en zoulou ou en Sotho. 
Le Tsotsitaal a été un modèle pour l'iscamtho en raison du prestige culturel de Sophiatown. Mais la jeunesse l'abandonna dans les années 1970, lorsque l'afrikaans ne fut plus associé au pouvoir de l'État, comme cela avait été le cas jusque là, mais comme la langue de l'apartheid et de l'oppression (surtout après le soulèvement de Soweto de 1976). L'iscamtho est alors devenu la langue parlée par la jeunesse de Soweto.

## Structure
(octobre 2020).
Un certain nombre de termes afrikaans du tsotsitaal se sont maintenus en iscamtho (tels que niks, vandag, goed, maat, vrou, vriendin ou mooi ).D'une grammaire de base servant de matrice, le locuteur ajoute les mots d'autres langues (y compris l'anglais, l'afrikaans et différentes langues bantoues) ou des mots typiquement iscamtho. On peut aussi créer des mots en modifiant ceux qui existent ou en inventant des termes nouveaux.   
L'iscamtho et le tsotsitaal se ressemblent beaucoup dans la forme et dans le matériel qui forme leur vocabulaire. Depuis les années 70 et pour des raisons politiques, l'utilisation de l'afrikaans en tant que matrice a été évacuée de l'iscamtho[réf. souhaitée]. Grâce à la popularité de Soweto parmi la jeunesse sud-africaine et également à l'importance des artistes de Soweto dans l'émergence de la culture post-apartheid appelée kwaito, l'iscamtho s'est étendu à d'autres jeunes de banlieue dans le pays et différents tsotsitaals se sont enrichis avec du matériel typiquement iscamtho. Ainsi, une forme de «normalisation» des tsotsitaals autour de la norme d'iscamtho semble être en cours[réf. nécessaire]. C'est en grande partie la conséquence de la présence de l'iscamtho à la radio - par la musique, mais aussi parce que de nombreuses radios nationales sont basées à Soweto et Johannesburg - , à la télévision - séries et spectacles de divertissement - et dans la culture kwaito.

## Signification sociale du tsotsitaal et de l'iscamtho
Langue des bandits, à l'origine le tsotsitaal était une langue réservée aux hommes, de même que l'iscamtho. Une femme était soit identifiée comme la petite amie d'un gangster soit une prostituée. Pour les hommes, cependant, la langue a rapidement connoté une aisance dans l'environnement urbain et maitriser l'isicamtho était la preuve que l'on connaissait suffisamment la ville pour s'y débrouiller sans être menacé.  
En raison de l'importance du gangstérisme à Soweto pendant près de quatre décennies et du grand nombre de jeunes Sowetans emprisonnés pour activités criminelles ou politiques au cours des deux dernières décennies de l'Apartheid, le statut de l'iscamtho a changé. La langue principale de la plupart des jeunes a commencé à être parlée au sein des foyers chez les jeunes d'abord, puis entre jeunes et adultes. Au cours des années 1980, l'iscamtho a atteint le statut de langue maternelle pour des milliers de jeunes sowetans, ce qui signifie que les enfants apprennent l'iscamtho dès le berceau avec les autres langues[Lesquelles ?] au sein de leur famille[réf. nécessaire]. Aujourd'hui, la distinction entre l'iscamtho et le zoulou urbain ou le sotho urbain à Soweto a tendance à devenir floue, car des centaines de milliers de jeunes parlent l'iscamtho comme première langue. 
Depuis la fin de l'apartheid, davantage de femmes ont adopté l'iscamtho et d'autres tsotsitaals .  Ainsi, parmi les jeunes lesbiennes, l'iscamtho est souvent utilisé comme marqueur fort d'identité et de nombreuses jeunes lesbiennes l'apprécient et l'utilisent comme langue principale[réf. nécessaire].

## L'iscamtho dans les médias
Après l'abolition de l'Apartheid en Afrique du Sud en 1994, le Kwaito - forme de musique populaire d'Afrique du Sud - et ses artistes, en sont venus à adopter l'utilisation du tsotsitaal pour leurs contenus lyriques. Parce qu'ils sont associés à des gangsters urbains et à la sous-culture criminelle, les tsotsitaals et l'iscamtho sont considérés par beaucoup comme une forme sud-africaine de langage gangsta. Pourtant la langue est plus qu'un simple argot, et ses locuteurs l'appellent « notre langue ». Avec l'avènement de la classe moyenne montante et de l'élite noire en Afrique du Sud après l'Apartheid et l'importance de l'or pour l'histoire et la culture sud-africaines, les attitudes prévalant dans la musique du kwaito correspondent aux notions de succès et de richesse. En raison de leur nature et de leur forme urbaines, les tsotsitaals sont devenus emblématiques des attitudes des jeunes noirs pauvres sud-africains post-Apartheid en grande partie apolitiques et se préoccupant principalement d'étaler succès et richesse. 
Aujourd'hui, la musique kwaito utilisant le tsotsitaal et plus particulièrement l'iscamtho peut être entendue sur des ondes nationales telles que YFM (pour Youth FM). Certains artistes tels que Zola7 parlent iscamtho lorsqu'ils paraissent dans les médias (Zola7 a notamment sa propre émission de télévision régulière). L'iscamtho est également utilisé dans la publicité pour tous les produits destinés aux jeunes. Enfin, l'iscamtho s'est diffusé à la télévision par le biais de programmes pour la jeunesse tels que des séries (notamment Yizo Yizo), des séries télévisées (Rhythm City ou Générations) et des spectacles. Depuis 2007, une chaîne de télévision locale a ouvert ses portes à Orlando West, à Soweto. Appelée SowetoTV, cette station utilise l'iscamtho comme l'une de ses langues principales, avec l'anglais, le zoulou et le sotho. Un certain nombre de programmes destinés aux jeunes sont uniquement en iscamtho, tels que Dlalangeringas (qui signifie « parlons iscamtho »).  

## Iscamtho et intégration sociale
Actuellement[Quand ?], à Soweto, il y aurait près de 500 000 jeunes qui parleraient l'iscamtho comme langue principale ou comme l'une de leurs langues principales[réf. nécessaire]. Certains d'entre eux[Combien ?] l'ont appris dès la naissance et maîtrisent l'iscamtho mieux que toute autre langue. Les enfants considérés par les autorités comme étant des locuteurs du zoulou ou du sotho sont instruits dans ces langues, que certains maîtrisent mal.  Les enseignants ne sont pas autorisés à utiliser l'iscamtho en classe. 
Les citoyens sud-africains ont le droit d'être jugés dans leur langue, mais le système judiciaire sud-africain est basé uniquement sur les onze langues officielles du pays. Par conséquent, les locuteurs de langue maternelle iscamtho font face à des inégalités par rapport au reste de la population, car ils sont jugés dans une langue qui n'est pas celle qu'ils maîtrisent le mieux. Lorsqu'ils tentent d'utiliser «leur» langue au tribunal, ils ont rarement l'occasion d'être aidés d'un traducteur capable de comprendre cette langue, car les traducteurs sont recrutés pour leurs compétences dans l'une ou plusieurs des 11 langues officielles.